# Hrobníky
Hrobníky (polsky Grobniki, německy Gröbnig) jsou vesnice v jižním Polsku v Opolském vojvodství v okrese Hlubčice v gmině Hlubčice. Leží na Cině v Opavské pahorkatině na území, které původně patřilo Moravě a pak se stalo součástí Horního Slezska, zhruba 3 km východně od Hlubčic. Vede tudy národní silnice č. 38 spojující Kandřín-Kozlí s hraničním přechodem u Krnova. V roce 2016 zde žilo 657 obyvatel.
Dějiny obce jsou spjaty s komendou řádu Maltézských rytířů (johanitů) založenou patrně na počátku 13. století. První věrohodná zmínka o ní se objevuje v listině Měška II. Opolsko-Ratibořského z roku 1239. Hrobníčtí johanité spravovali hlubčickou farnost a do roku 1377 také špitál a kapli v Opavě, kromě toho vedli zakladatelskou činnost a drželi rozsáhlé statky v širokém okolí, mj. Bernartice, Jaronov, Lysotice a Vávrovice. Komenda existovala až do sekularizace církevních statků v Prusku v roce 1810.
Historická budova komendy byla v 19. a 20. stoleti necitlivě přestavována a v současnosti upomíná na její původní funkci a hodnotu jen dochovaný erb komtura Jiřího IV. Pruskovského s datem 1559 nad vchodem a některé prvky interiéru. V plánech je v roce 2021 rekonstrukce, která ji má přiblížit k podobě z poloviny 19. století. Naproti se nachází kostel Stětí svatého Jana Křtitele přestavovaný v roce 1700 a 1904 a v nedaleké ulici Świętego Jana (Svatého Jana) charakteristické novogotické budovy z neomítané cihly: základní škola (1887) a bývalý alžbětinský hospic postavený na podnět faráře Johannese Kotheho na místě maltézského špitálu (1893). Mezi památky obce patří též barokní kaple svaté Barbory z roku 1701 se studánkou a řada selských stavení v tradičním stylu z 19. století.

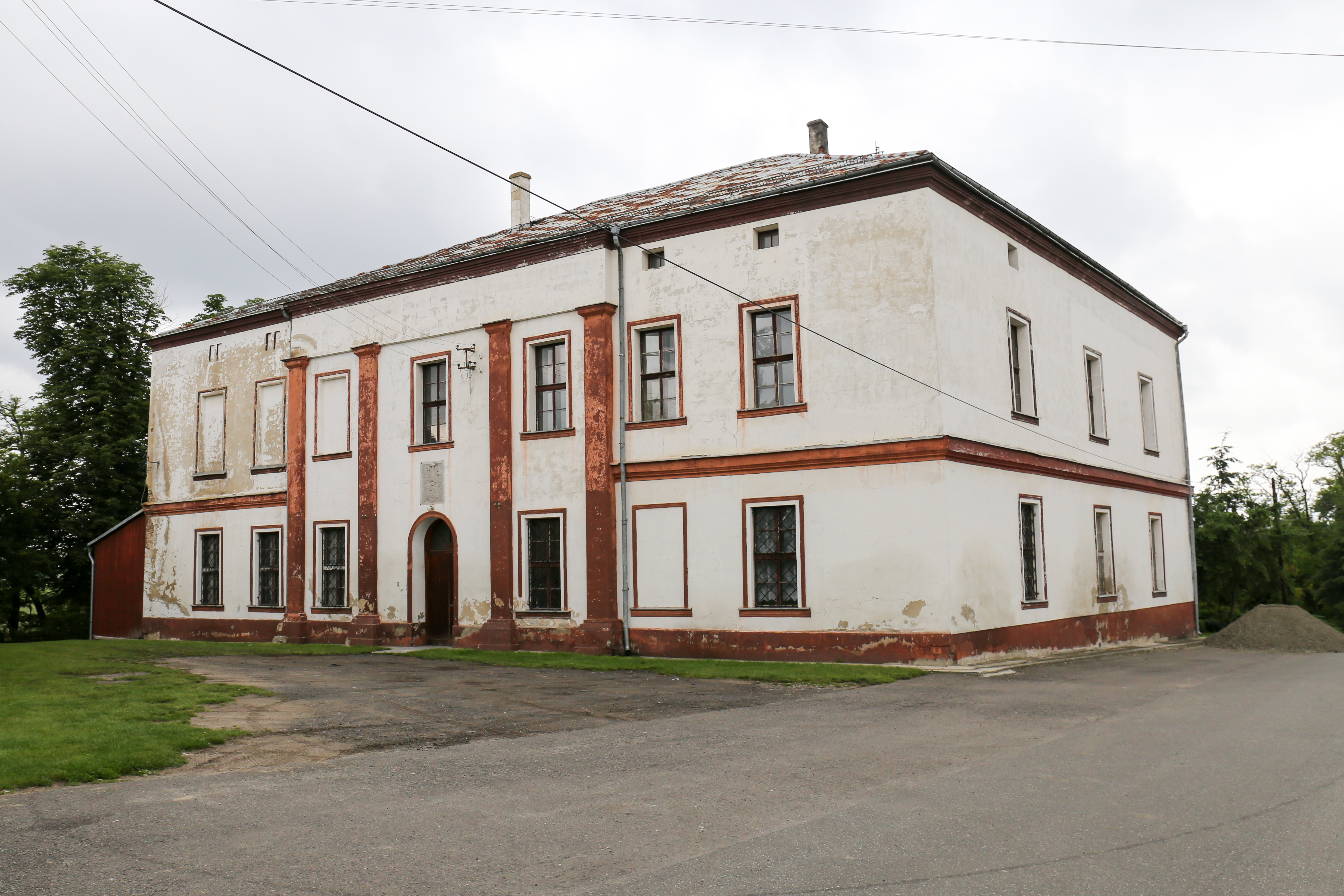
Bývalá komenda johanitů
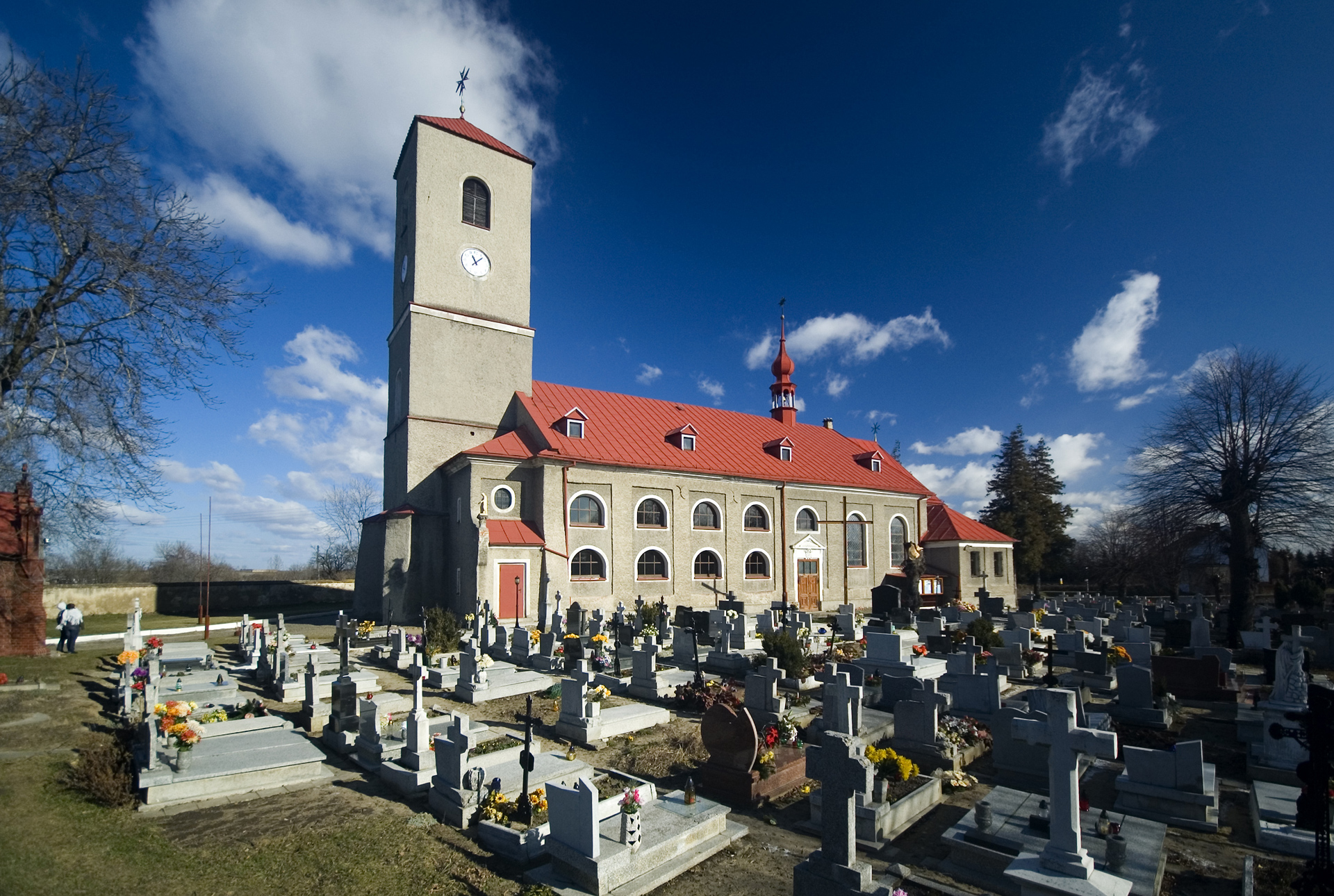
Kostel Stětí svatého Jana Křtitele
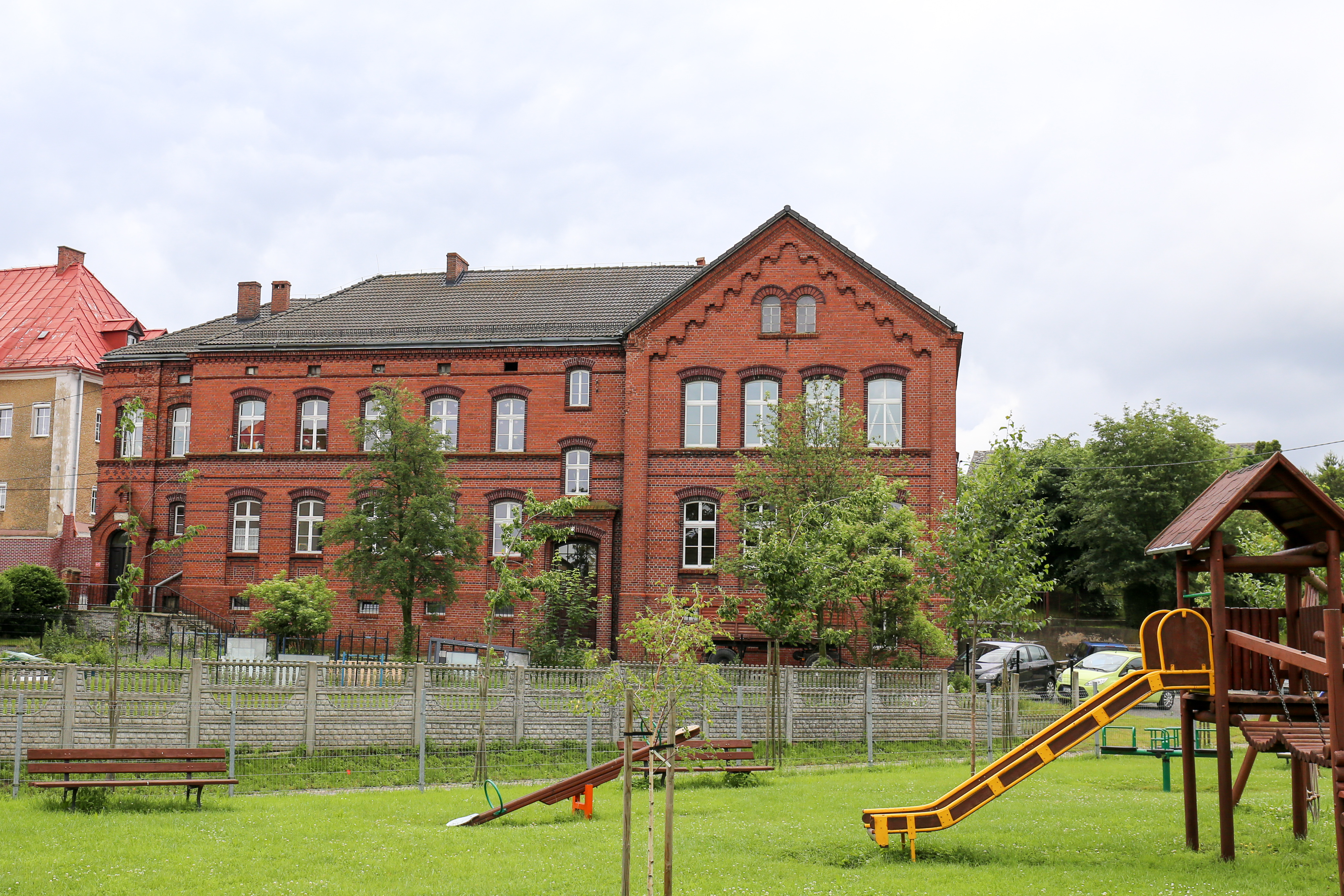
Základní škola
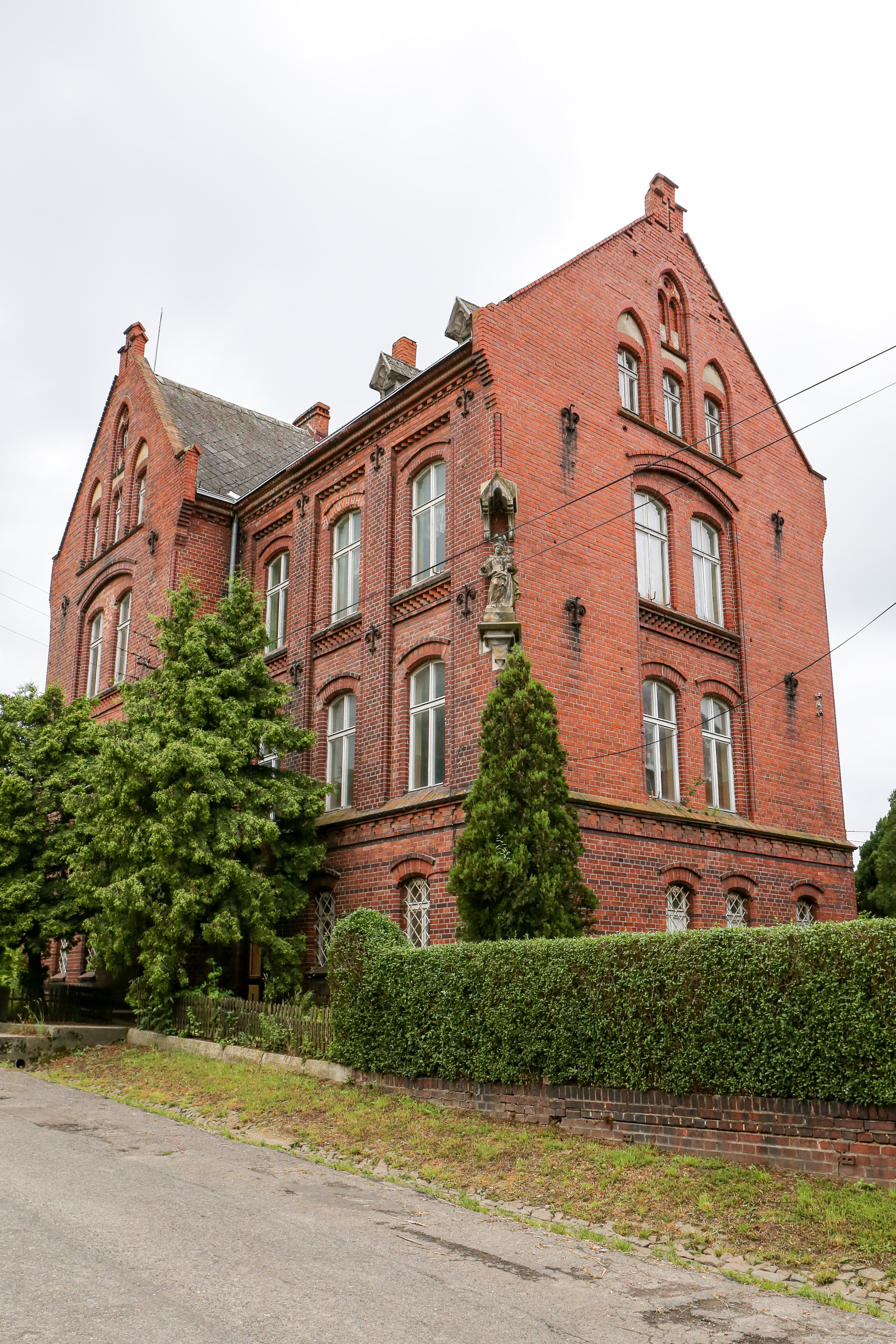
Bývalý alžbětinský hospic
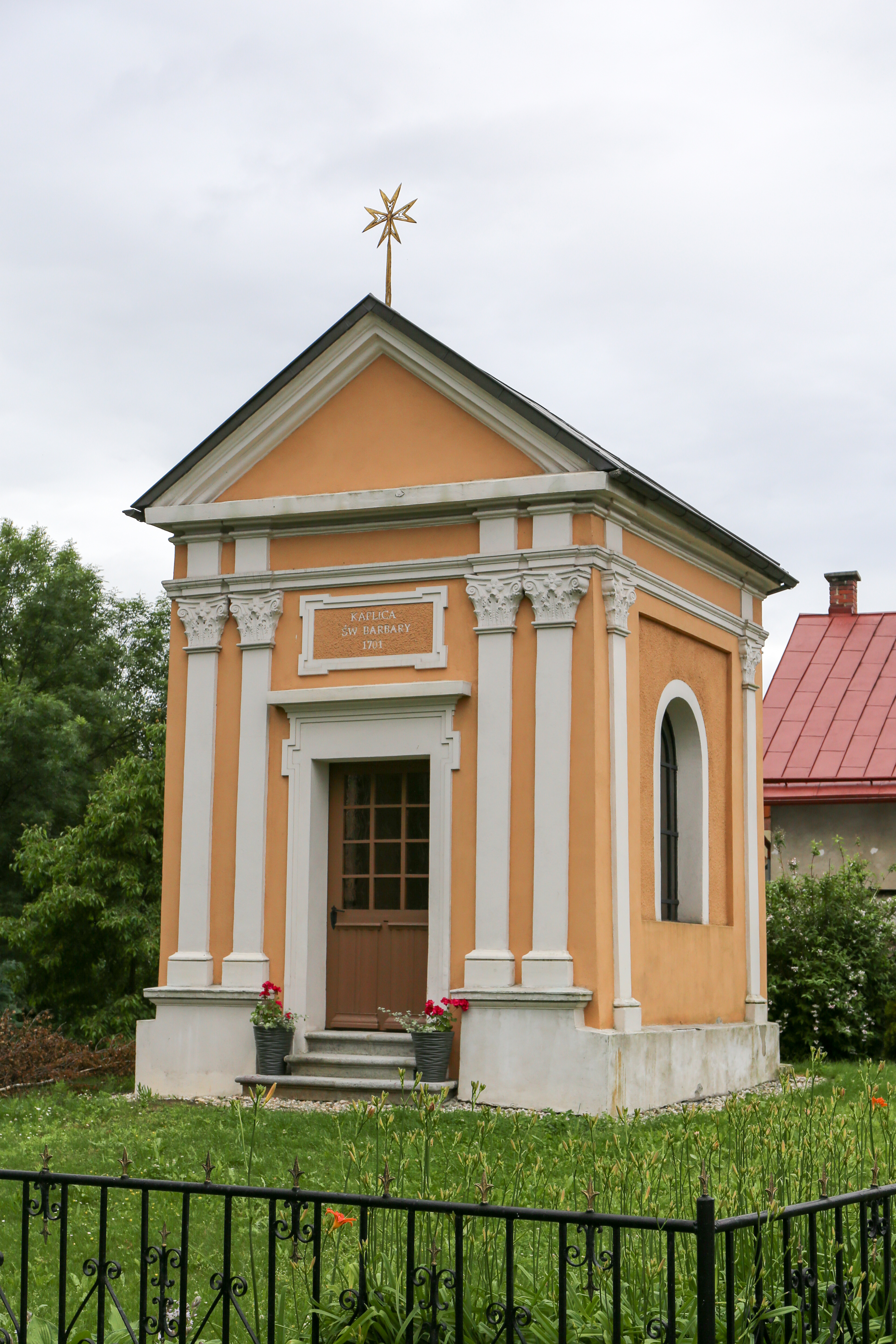
Kaple svaté Barbory